# Adam Bieńkowski (urzędnik)
Adam Bieńkowski herbu Łada, także Adam Łada-Bieńkowski (ur. 1867, zm. 28 grudnia 1909 w Wiedniu) – polski doktor praw, dziennikarz, urzędnik.

## Życiorys
Urodził się w 1867. Legitymował się herbem szlacheckim Topór. Był synem Adama Piotra Bieńkowskiego i Blanki Rudolfiny Franciszki z domu Zalewskiej herbu Lubicz.
W 1885 ukończył gimnazjum we Lwowie, a potem studia na Wydziale Prawa Uniwersytetu Lwowskiego. Przez kilkanaście lat prowadził działalność publicystyczną na łamach „Gazety Lwowskiej”. Po ukończeniu studiów prawniczych podjął pracę w C. K. Namiestnictwie, nie zaprzestając działalności prasowej. Zainicjował i kierował powstaniem galicyjskiej filii C. K. Biura Korespondencyjnego dla Lwowa w 1898 oraz dla Krakowa w 1901 i został pierwszym kierownikiem tegoż. W 1903 został powołany do Departamentu Prasowego w Prezydium Rady Ministrów w Wiedniu. Tam awansował kolejno na stanowiska wicesekretarza, sekretarza ministerialnego, a do końca pracował z tytułem i charakterem radcy sekcyjnego. Prowadził tam dział tłumaczenia głosów dziennikarskich dla użytku urzędowego. Informował też cesarza Franciszka Józefa o wysuwanych z Galicji postulatach. W stolicy Austro-Węgier publikował swoje prace w czasopismach wiedeńskich. Był w gronie pierwszych członków Towarzystwa Dziennikarzy Polskich.
W ostatnim roku życia chorował na serce. Zmarł 28 grudnia 1909 w Wiedniu wskutek zapalenia płuc w wieku niespełna 43 lat. Był żonaty, miał kilkoro dzieci, w tym Adama.
Następcą Adama Bieńkowskiego na stanowisku referenta prasy polskiej w Prezydium Rady Ministrów w Wiedniu został Alfred Wysocki.

## Odznaczenia
austro-węgierskie
- Kawaler Orderu Franciszka Józefa (1905)[7]
- Brązowy Medal Jubileuszowy Pamiątkowy dla Sił Zbrojnych i Żandarmerii[4]
- Medal Jubileuszowy Pamiątkowy dla Cywilnych Funkcjonariuszów Państwowych[4]
- Krzyż Jubileuszowy dla Cywilnych Funkcjonariuszów Państwowych[4]

inne odznaczenia
- Komandor Orderu Gryfa – Wielkie Księstwo Meklemburgii-Schwerin[4]
- Order Świętej Anny III klasy – Imperium Rosyjskie[4]